# R Cassiopeiae
R Cassiopeiae (R Cas / HD 224490 / HR 9066 / HIP 118188) és un estel variable en la constel·lació de Cassiopea. S'hi troba a 325 ± 16 anys llum de distància del sistema solar.
R Cassiopeiae és una variable Mira la lluentor de la qual oscil·la entre magnitud +4,7 i +13,50 al llarg d'un període de 430,46 dies. La mesura del seu diàmetre angular (0,0223 segons d'arc) correspon a un radi 236 vegades major que el radi solar, equivalent a 1,1 ua; no obstant això, un altre estudi dona com a resultat un radi 310 vegades més gran que el del Sol. El seu tipus espectral, variable, és M6-M10e i té una temperatura superficial de 3129 K.
Les variables Mira són estels en els últims estadis de la seva evolució d'on prové la inestabilitat de les pulsacions en la seva superfície que provoquen canvis en el seu color i lluentor. Algunes d'elles, entre les quals es troba R Cassiopeiae, mostren emissió màser de 28SiO, amb temperatures de lluentor màxima compreses entre 10.000 i 108.800 K. Aquest tipus d'emissió es genera a una distància de l'estel de 5 a 10 ua. Així mateix, R Cassiopeiae presenta forta emissió d'OH i H₂O en l'infraroig.